# Cerkiew Trzech Świętych Hierarchów w Kijowie
Cerkiew Trzech Świętych Hierarchów – cerkiew w Kijowie. 

## Historia
Cerkiew powstała w 1183 w pobliżu wałów obronnych Kijowa, jako pałacowa świątynia książąt kijowskich. Przetrwała najazdy mongolskie w XIII stuleciu, jednak w kolejnych latach przestała być użytkowana i popadła w ruinę. Po zawarciu unii brzeskiej została przekazana unitom. Z inicjatywy metropolity Piotra Mohyły zniszczony budynek ponownie przejęli prawosławni i po 1638 r. przeprowadzono odbudowę w stylu barokowym. W latach 1658–1660 obiekt ucierpiał w czasie wojny z Rosją, jednak na przełomie XVII i XVIII w. został ponownie odrestaurowany. 
Cerkiew została zburzona w 1935 za zgodą komisarza edukacji Ukraińskiej Socjalistycznej Republiki Radzieckiej. Na jej miejscu miał zostać wzniesiony kompleks obiektów rządowych. Ostatecznie na jej miejscu znalazł się tylko jeden z planowanych budynków, zbudowany w latach 1936–1938.

## Architektura
Cerkiew Trzech Świętych Hierarchów była jedną z ostatnich średniowiecznych cerkwi na ziemiach ruskich wzniesionych w stylu bizantyjskim. Była świątynią trójnawową, z pojedynczą kopułą z krzyżem. 
Po przebudowie przeprowadzonej po 1638 roku cerkiew zmieniła styl na barokowy. Kolejnych przebudów dokonano także w późniejszym okresie. Dobudowano do cerkwi narteks ze szczytem w stylu barokowym, zmieniono formę kopuły, wykonano obramowania okien i fryzów poniżej dachu. Cerkiew była jedną ze świątyń, jakie pozostawały pod opieką hetmanów kozackich. Ufundowali oni dla niej rokokowy ikonostas i ołtarz główny w tym samym stylu. 